# 62-й Берлинский международный кинофестиваль
62-й Берлинский международный кинофестиваль прошёл с 9 по 19 февраля 2012 года. Председатель жюри кинофестиваля — британский режиссёр Майк Ли. Почётного «Золотого медведя» удостоилась американская актриса Мерил Стрип. Открывающим фильмом фестиваля стала картина режиссёра Бенуа Жако «Прощай, моя королева». Обладателем «Золотого медведя» за лучший фильм стала картина братьев Тавиани «Цезарь должен умереть», гран-при жюри получил фильм Бенедека Флигауфа «Просто ветер».

## Жюри фестиваля
В состав жюри вошли:
- Майк Ли, режиссёр ( Великобритания) — председатель жюри
- Джейк Джилленхол, актёр ( США)
- Шарлотта Генсбур, актриса ( Великобритания)( Франция)
- Барбара Зукова, актриса ( Германия)
- Буалем Сансаль, писатель
- Антон Корбайн, режиссёр ( Нидерланды)
- Франсуа Озон, режиссёр ( Франция)
- Асгар Фархади, режиссёр ( Иран)

## Фильмы конкурсной программы
Следующие фильмы боролись за «Золотого» и «Серебряного» медведей:
| Название на русском языке | Название на языке оригинала | Режиссёр             | Производство         |
| Барбара                   | Barbara                     | Кристиан Петцольд    | Германия             |
| Равнина белого оленя      | Bai lu yuan                 | Ван Цюаньань         | Китай                |
| Ведьма войны              | Rebelle                     | Ким Нгуен            | Канада               |
| Возвращение домой         | À moi seule                 | Фредерик Видо        | Франция              |
| Детские игры              | Dictado                     | Антонио Чаварриас    | Испания              |
| Домой на выходные         | Was bleibt                  | Ханс-Кристиан Шмид   | Германия             |
| Королевский роман         | En kongelig affære          | Николай Арсель       | Дания, Швеция, Чехия |
| Ловушка                   | Captured                    | Брильянте Мендоса    | Франция, Филиппины   |
| Машина Джейн Мэнсфилд     | Jayne Mansfield’s Car       | Билли Боб Торнтон    | США                  |
| Метеора                   | Meteora                     | Спирос Статхулопулос | Греция               |
| Открытки из зоопарка      | Kebun binatang              | Эдвин                | Индонезия            |
| Пощада                    | Gnade                       | Мэттиас Глэснер      | Германия             |
| Просто ветер              | Csak a szél                 | Бенедек Флигауф      | Венгрия              |
| Прощай, моя королева      | Les adieux à la reine       | Бенуа Жако           | Франция              |
| Сегодня                   | Aujourd’hui                 | Элейн Гомис          | Франция, Сенегал     |
| Сестра                    | L’enfant d’en haut          | Урсула Мейер         | Швейцария            |
| Табу                      | Tabu                        | Мигел Гомеш          | Португалия           |
| Цезарь должен умереть     | Cesare deve morire          | Братья Тавиани       | Италия               |

## Внеконкурсная программа
| Название на русском языке         | Название на языке оригинала         | Режиссёр                      | Производство   |
| Бедная богатая девочка            | Young Adult                         | Джейсон Райтман               | США            |
| Жутко громко и запредельно близко | Extremely Loud and Incredibly Close | Стивен Долдри                 | США            |
| Летающие мечи врат дракона        | 龍門飛甲                            | Цуй Харк                      | Гонконг, Китай |
| Милый друг                        | Bel Ami                             | Деклан Доннеллан, Ник Ормерод | Великобритания |
| Теневая танцовщица                | Shadow Dancer                       | Джеймс Марш                   | Великобритания |
| Цветы войны                       | 金陵十三钗                          | Чжан Имоу                     | Китай          |

## Лауреаты фестиваля
- «Золотой медведь» — «Цезарь должен умереть» (реж. Братья Тавиани)
- «Серебряный медведь» (гран-при жюри; 2 место) — «Просто ветер» (реж. Бенедек Флигауф)
- «Серебряный медведь» за лучшую режиссёрскую работу — Кристиан Петцольд, «Барбара»
- «Серебряный медведь» за лучшую мужскую роль — Миккель Фольсгаард[англ.], «Королевский роман»
- «Серебряный медведь» за лучшую женскую роль — Рашель Мванза, «Ведьма войны»
- «Серебряный медведь» за выдающиеся художественные достижения — Лютц Райтемейер за операторскую работу фильма «Равнина белого оленя»
- «Серебряный медведь» за лучший сценарий — Николай Арсель, Расмус Хейстерберг, «Королевский роман»
- Приз имени Альфреда Бауэра — «Табу» (реж. Мигел Гомеш)